# أبو ذر الغفاري
أَبُو ذَرٍّ جُنْدَبُ بْنُ جُنَادَةَ ٱلْغِفَارِيُّ (المتوفَّىٰ سنةَ 31 هـ أو 32 هـ) صَحابي من السابقين إلى الإسلام. قيل إنَّه رابع أو خامس من دخل في الإسلام، وأحد الذين جهروا بالإسلام في مكة قبل الهجرة النبوية.
كان أبو ذر الغِفاري في الجاهلية يتكسَّب من قطع الطريق، كما كان موحدًا، ولا يعبد الأصنام. وحين بلغته الأخبار بأن هناك من يدعو للتوحيد في مكة، سارع إلى الإسلام، فكان من السابقين إلى الإسلام. هاجر إلى المدينة المنورة بعد غزوتي بدر وأحد، ولزم النبي، وشارك في غزواته.
شهد أبو ذر فتح بيت المقدس مع عمر بن الخطاب، وأقام في الشام. تسببت حدَّته في فساد العلاقة مع والي الشامِ معاوية بن أبي سفيان، فكتب معاوية يشكوه إلى عثمان بن عفان بأنه أفسد عليه الشام، فطلبه عثمان؛ فخرج أبو ذر إلى المدينة. وفي المدينة حدثت خلافات، خرج إلى الرَّبْذَة وقيل نفاه إليها عثمان، حيث توفي فيها سنة 31 هـ أو 32 هـ، وصلى عليه عبد الله بن مسعود، وألحده بنفسه.
كان أبو ذر زاهدًا عالمًا، قال عنه الذهبي في ترجمته في كتابه «سير أعلام النبلاء»: «وَكَانَ رَأْسًا فِي الزُّهْدِ، وَالصِّدْقِ، وَالعِلْمِ، وَالعَمَلِ، قَوَّالًا بِالحَقِّ، لاَ تَأْخُذُهُ فِي اللهِ لَوْمَةُ لائِمٍ، عَلَى حِدَّةٍ فِيْهِ».

## سيرته

### نشأته ونسبه
نشأ أبو ذر الغِفاري في مضارب قبيلته غِفار أحد بطون بني بكر بن عبد مناة بن كنانة، وكانت مضاربها على طريق القوافل بين مكة والشام، واشتهرت بالسطو على القوافل.
أما اسمه ونسبه فقد تضاربت فيه عدة أقوال فقيل اسمه هو جندب بن جنادة، وقيل جندب بن السكن، وقيل برير بن جنادة، وقيل برير بن عبد الله، وقيل يزيد بن جنادة، وقيل برير بن جندب، وقيل برير بن عشرقة، وقيل جندب بن عبد الله، وقيل بُرَيْرُ بْنُ جنادة، أما نسبه فقيل هو جندب بن جنادة بن سفيان بن عبيد بن حرام بن غفار بن مليل بن ضمرة بن بكر بن عبد مناة بن كنانة، وقيل جندب بن جنادة بن قيس بن عمرو بن مليل بن صعير بن حرام بن غفار بن مليل بن ضمرة بن بكر بن عبد مناة بن كنانة. وقيل جندب بن جنادة بن كعيب بن صعير بن الوقعة بن حرام بن سفيان بن عبيد بن حرام بن غفار بن مليل بن ضمرة بن بكر بن عبد مناة بن كنانة. والمشهور والثابت أن اسمه هو «جُنْدَب بْنُ جُنَادَةَ». أما أمه فهي رملة بنت الوقيعة الغفارية، وهو أخو عمرو بن عبسة السُلمي لأمه.

### صفاته
كان أبو ذر الغفاري رجلًا آدمًا ضخمًا جسيمًا، كث اللحية، طويلًا، أبيض الشعر واللحية، لكن صاحب الإصابة يذكر أنه كان نحيفًا (لا جسيمًا). وكان أبو ذر آية في الزهد وحب الفقراء، عطاؤه من بيت المال أربعة آلاف، فكان إذا أخذ عطاءه، يدعو خادمه، فيسأله شراء ما يكفيهم للسنة، ثم يستبدل بباقي المال نقودًا يفرقها على الفقراء، ويقول: «إنه ليس من وعاء ذهب ولا فضة يوكى عليه إلا وهو يتلظى على صاحبه».

### حياته في الجاهلية
كان أبو ذر الغفاري في الجاهلية يتكسب من قطع الطريق، وعُرف عنه شجاعته في ذلك، فكان يُغير بمفرده في وضح النهار على ظهر فرسه، فيجتاز الحي، ويأخذ ما يأخذ. ورغم مهنته تلك، كان موحّدًا، ولا يعبد الأصنام، وذكره محمد بن حبيب البغدادي فيمن «حرم في الجاهلية الخمر والسكر والازلام».

### إسلامه وصحبته للنبي

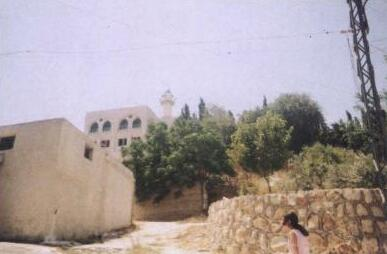
مسجد منسوب لأبي ذر الغفاري في ميس الجبل في جنوب لبنان

حين بلغته الأخبار بأن هناك من يدعو للتوحيد في مكة، سارع إلى الإسلام، فكان من السابقين إلى الإسلام على خلاف أكان رابع أربعة أم خامس خمسة انضمامًا إلى الإسلام.
ووردت روايتان حول قصة إسلامه، الأولى أنه بلغه مبعثُ النبيّ، فقال لأخيه أُنَيْس: «اركب إلى هذا الوادي، فاعلم لي علم هذا الرجل الذي يزعم أنه نبي يأتيه الخبر من السماء، واسمع من قوله ثم ائتني»، فانطلق أنيس وسمع قوله، ثم رجع إلى أبي ذر، فقال له: «رأيته يأمر بمكارم الأخلاق، ويقول كلامًا ما هو بالشعر»، فقال أبو ذر: «ما شفيتني مما أردت»، فتزوّد أبو ذر، وقدم مكة، والتمس النبي وهو لا يعرفه، وكره أن يسأل عنه حتى أدركه بعض الليل، فاضطجع فرآه علي بن أبي طالب فعرف أنه غريب، فلما رآه تبعه، واستضافه ثلاثة أيام، ثم سأله عن سبب قدومه، قال أبو ذر: «إن أعطيتني عهدًا وميثاقًا أن ترشدني فعلت»، ففعل علي فأخبره، فقال: «إنه حقّ، وإنه رسول الله ﷺ، فإذا أصبحت فاتبعني، فإني إن رأيت شيئًا أخافه عليك قمت كأني أريق الماء، فإن مضيت فاتبعني حتى تدخل مدخلي»، ففعل، وانطلق يلحق به حتى دخل على النبي، وسمع من قوله، فأسلم لوقته، ثم أمره النبي قائلاً: «ارجع إلى قومك فأخبرهم حتى يأتيك أمري»، فقال أبو ذر: «والذي نفسي بيده لأصرخن بها بين ظهرانيهم»، فخرج حتى أتى المسجدَ فنادى بأعلى صوته: «أشهد أن لا إله إلا الله وأن محمدًا عبده ورسوله»، فقام القوم إليه فأوسعوه ضربًا حتى أضجعوه، وأتى العباس بن عبد المطلب، فأكبَّ عليه ليمنع عنه، وقال: «ويلكم، ألستم تعلمون أنه من غِفار! وأنه من طريق تجارتكم إلى الشام؟»، فأنقذه منهم. أمّا الرواية الثانية فقد رواها مسلم في «صحيحه» عن عبد الله بن الصامت عن أبي ذر.
انطلق أبو ذر بعدها إلى قومه امتثالًا لأمر النبي لدعوتهم إلى الإسلام، فلبّى نصف قومه دعوته، وأقام فيهم يقيم معهم شعائر الإسلام، يؤمهم كبيرهم إيماء بن رحضة الغفاري، وبقي نصفهم الآخر على شرْكه حتى هاجر النبي إلى المدينة المنورة، فأسلم بقية قومه، وتبعتهم قبيلة أسلم، ثم وفدوا على النبي، وفيهم أبو ذر، فدعا لهم النبي فقال: «غِفار غفر الله لها، وأسلم سالمها الله». وكان مَقدم أبي ذر على النبي في المدينة المنورة بعد غزوة أحد، وقال ابن قتيبة الدَّيْنَوَري: «لم يشهد «بدرًا» ولا «أحدًا» ولا «الخندق»، لأنه حين أسلم رجع إلى بلاد قومه، فأقام فيها، حتى مضت هذه المشاهد، ثم قدم «المدينة» على رسول الله -ﷺ-».

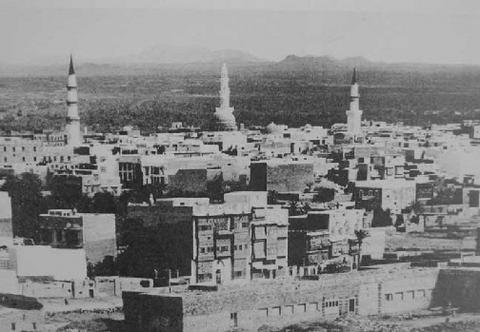
منظر عام للمدينة المنورة قديمًا، حيث هاجر إليها أبو ذر الغفاري.

ما إن هاجر أبو ذر حتى لازم النبي، وشاركه في غزواته. قيل إن النبي آخى بينه وبين المنذر بن عمرو، فقد ذكر ابن إسحاق: «آخَى رَسُولُ اللَّهِ -ﷺ- بَيْنَ أَبِي ذَرٍّ الْغِفَارِيِّ وَالْمُنْذِرِ بْنِ عَمْرٍو أَحَدِ بَنِي سَاعِدَةَ وَهُوَ الْمُعْنِقُ لِيَمُوتَ»، بينما أنكر الواقدي هذه المؤاخاة، وقال: «لَمْ تَكُنِ الْمُؤَاخَاةُ إِلا قَبْلَ بَدْرٍ فَلَمَّا نَزَلَتْ أَيَّةُ الْمَوَارِيثِ انْقَطَعَتِ الْمُؤَاخَاةُ».
يُذكر أن النبيّ استعمل على المدينة أبا ذر لما خرج إلى غزوة ذات الرقاع، ويقال إنه استعمل عليها عثمان بن عفان، ولما خرج النبي إلى غزوة بني المصطلق استعمله على المدينة؛ وقيل إنه استعمل نميلة بن عبد الله الليثي، كما حمل أبو ذر راية قبيلته غفار يوم حنين، ولما انطلق النفير ليجمع الرجال للمسير إلى قتال الروم في غزوة تبوك، تحسس المسلمون المتخلفين عن الغزوة، وأعلموا النبي، فقالوا: «يا رسول الله، تخلّف فلان»، فقال النبي: «دعوه، إن يكن فيه خير فسيلحقكم، وإن يكن غير ذلك فقد أراحكم الله منه»، حتى قيل: «يا رسول الله، تخلف أبو ذر»، وكان بعير أبي ذر قد أبطأ به، فأخذ متاعه، فجعله على ظهره، وخرج يغذُّ السير يتبع الجيش ماشيًا، ونظر ناظر، فقال: «إن هذا لرجل يمشي على الطريق»، فقال النبي: «كن أبا ذر»، فلما تأمله القوم، قالوا: «هو والله أبو ذر»، فقال النبي: «رحم الله أبا ذر، يمشي وحده، ويموت وحده، ويُبعث وحده».
كان أبو ذر أثناء إقامته بالمدينة يقوم على خدمة النبي، حتى إذا فرغ من خدمته، أوى إلى المسجد لينام. وجده النبي يومًا نائمًا في المسجد، فنكته برجله، فاستوى أبو ذر جالسًا، فقال النبي: «ألا أراك نائمًا؟»، قال أبو ذر: «فأين أنام، هل لي من بيت غيره؟»، فجلس النبي إليه، ثم قال: «كيف أنت إذا أخرجوك منه؟»، قال أبو ذر: «ألحق بالشام؛ فإن الشام أرض الهجرة، وأرض المحشر، وأرض الأنبياء، فأكون رجلاً من أهلها»، فقال النبي: «كيف أنت إذا أخرجوك من الشام؟»، قال: «أرجع إليه؛ فيكون بيتي ومنزلي»، قال النبي: «فكيف أنت إذا أخرجوك منه الثانية؟»، قال أبو ذر: «آخذ إذًا سيفي فأقاتل حتى أموت»، فكشّر النبي، وقال: «أدلك على خير من ذلك؟»، قال: «بلى، بأبي وأمي يا رسول الله»، فقال النبي: «تنقاد لهم حيث قادوك، حتى تلقاني وأنت على ذلك». ولما اتسعت رقعة دولة الإسلام في آخر حياة النبي سأل أبو ذر النبيَّ الإمارةَ، فأبى النبيُّ وقال: «إنك ضعيف، وإنها خزي وندامة، إلا من أخذها بحقها، وأدى الذي عليه فيها».

### روايته للحديث النبوي
- روى عن: النبي تلقيًا، وروايةً عن معاوية بن أبي سفيان.[24]
- روى عنه: أنس بن مالك، وعبد الله بن عباس، وأبو إدريس الخولاني، وزيد بن وهب الجهني، والأحنف بن قيس، وجبير بن نفير، وعبد الرحمن بن تميم، وسعيد بن المسيب، وابن خالته خالد بن وهبان، وابن أخيه عبد الله بن الصامت، وخرشة بن الحر، وزيد بن ظبيان، وأبو أسماء الرحبي، وأبو عثمان النهدي، وأبو الأسود الدؤلي والمعرور بن سويد، ويزيد بن شريك التيمي، وأبو مراوح الغفاري، وعبد الرحمن بن أبي ليلى، وعبد الرحمن بن حجيرة الخولاني، وعبد الرحمن بن شماسة المُهري وعطاء بن يسار،[40] وحذيفة بن أسيد الغفاري، وعبد الله بن عمر بن الخطاب، وأبو مسلم الخولاني، وربعي بن حراش، وزر بن حبيش، وأبو سالم الجيشاني، وعبد الرحمن بن غنم الأشعري، وقيس بن عباد البصري، وسويد بن غفلة، وصعصعة بن معاوية التميمي، وعبد الله بن شقيق العقيلي، وعبيد بن عمير الليثي، وغضيف بن الحارث، وعاصم بن سفيان الثقفي، وعبيد بن الخشخاش، وأبو مسلم الجذمي، وموسى بن طلحة بن عبيد الله، وأبو الشعثاء المحاربي، ومورق العجلي، وأبو الأحوص المدني مولى بني ليث، وأبو بصرة الغفاري، وأبو العالية الرياحي، ويزيد بن الحوتكية، وجسرة بنت دجاجة العامرية، وأسامة بن سلمان، وأهبان ابن امرأة أبي ذر، وزيد بن يثيع، وسلمة بن الأكوع، وشهر بن حوشب، وعبد الله بن وديعة الأنصاري، وعمرو بن بجدان العامري، وعمرو بن ميمون، ومالك بن زبيد الهمداني، ومرثد الذماري، ومعاوية بن حديج، ونعيم بن قعنب، ويحيى بن معمر، وأبو تميم الجيشاني، وأبو زرعة بن عمرو بن جرير، وأبو سريحة الغفاري، وأبو سلام الأسود، وأبو عبد الله الجسري، وأبو عبد الرحمن الحبلي، وأبو علي الأزدي، وأبو مروان الأسلمي.[41]
- أحاديثه: عدّ بقي بن مخلد في مسنده 281 حديثًا لأبي ذر، اتفق البخاري ومسلم على اثني عشر حديثًا منها، وانفرد البخاري بحديثين، ومسلم بتسعة عشر حديثًا،[42] كما روى له الجماعة في كتبهم.[43]

### بعد وفاة النبي
شارك أبو ذر في الفتح الإسلامي للشام بعد وفاة النبي، وشهد فتح بيت المقدس مع عمر بن الخطاب، وبعد الفتح أقام في الشام، وتذكر بعض المصادر الشيعية أن عثمان هو الذي نفاه إلى الشام، وكان يُفتي الناس ويُعلّمهم أمور دينهم، ويأمرهم بالمعروف وينهاهم عن المنكر ولكن في حِدّة. تسببت حدته تلك في فساد العلاقة مع معاوية بن أبي سفيان والي الشام حين اختلفوا في آية ﴿يَا أَيُّهَا الَّذِينَ آمَنُوا إِنَّ كَثِيرًا مِنَ الْأَحْبَارِ وَالرُّهْبَانِ لَيَأْكُلُونَ أَمْوَالَ النَّاسِ بِالْبَاطِلِ وَيَصُدُّونَ عَنْ سَبِيلِ اللَّهِ وَالَّذِينَ يَكْنِزُونَ الذَّهَبَ وَالْفِضَّةَ وَلَا يُنْفِقُونَهَا فِي سَبِيلِ اللَّهِ فَبَشِّرْهُمْ بِعَذَابٍ أَلِيمٍ ۝٣٤﴾ [التوبة:34] فيمن نزلت، إذ قال معاوية: «نزلت في أهل الكتاب»، بينما قال أبو ذر: «نزلت فينا وفيهم»، فكتب معاوية يشكوه إلى الخليفة عثمان بن عفان بأنه أفسد عليه الشام، فطلبه عثمان؛ فخرج أبو ذر إلى المدينة. أقام أبو ذر في المدينة يدعو الناس بنفس المنهج الحاد، مما دعا الخليفة عثمان لمعاملته معاملة خاصة يغالبها الحذر. حتى إذا كان يوم كان فيه أبو ذر عند باب عثمان ليؤذن له، إذ مر به رجل من قريش، فقال: «يا أبا ذر، ما يجلسك هاهنا؟»، قال أبو ذر: «يأبى هؤلاء أن يأذنوا لنا»، فدخل الرجل فقال: «يا أمير المؤمنين، ما بال أبي ذر على الباب؟». فأذن له، فجاء حتى جلس، فإذا عثمان يسأل كعب الأحبار في ميراث يُقسّم: «أرأيت المال إذا أدي زكاته، هل يخشى على صاحبه فيه تبعة؟»، فقال كعب: «لا»، فقام أبو ذر فضربه بعصا، ثم قال: «يا ابن اليهودية، تزعم أن ليس عليه حق في ماله، إذا آتى زكاته، والله يقول: ﴿وَالَّذِينَ تَبَوَّءُوا الدَّارَ وَالْإِيمَانَ مِنْ قَبْلِهِمْ يُحِبُّونَ مَنْ هَاجَرَ إِلَيْهِمْ وَلَا يَجِدُونَ فِي صُدُورِهِمْ حَاجَةً مِمَّا أُوتُوا وَيُؤْثِرُونَ عَلَى أَنْفُسِهِمْ وَلَوْ كَانَ بِهِمْ خَصَاصَةٌ وَمَنْ يُوقَ شُحَّ نَفْسِهِ فَأُولَئِكَ هُمُ الْمُفْلِحُونَ ۝٩﴾ [الحشر:9]. ويقول: ﴿وَيُطْعِمُونَ الطَّعَامَ عَلَى حُبِّهِ مِسْكِينًا وَيَتِيمًا وَأَسِيرًا ۝٨﴾ [الإنسان:8]»، وجعل يذكر نحو ذلك من القرآن، فقال عثمان للقرشي: «إنما نكره أن نأذن لأبي ذر من أجل ما ترى». لم يستطع أبو ذر أن يتأقلم مع ذلك، وروى البخاري في صحيحه أنه ذكر ذلك لعثمان فقال عثمان: «إن شئت تنحَّيتَ، فكنتَ قريبًا»، فخرج أبو ذر للإقامة في الربذة وفق رواية ابن سعد، بينما ذكر ابن هشام أن عثمان نفاه إلى الربذة، كما جاء ذلك في عدد من المصادر الشيعية.

### علمه ومكانته

قبر أبي ذر في الربذة.

كان أبو ذر حريصًا على التعلم من النبي، فكان يُكثر سؤاله، حتى أصبح أبو ذر علمًا مُقدّمًا للفتوى على عهد أبي بكر وعمر وعثمان، بل كان يُعد موازيًا لابن مسعود في علمه، مما دعا الخليفة عُمر لأن يفرض له فرضه كأهل بدر رغم أنه لم يشهدها. وكان علي بن أبي طالب يرى أن أبا ذر كان على قدر كبير من العلم، إلا أنه لم يُخرجه إلى طُلابه، فقال: «أبو ذر وعاء مُلئ علمًا، أوْكى عليه، فلم يَخرج منه شيء حتى قُبض».
وقد حظي أبو ذر بمكانة خاصة عند النبي، روى الترمذي وابن ماجه وأحمد والحاكم من طريق شَرِيك، عَنْ أَبِي رَبِيعَةَ، عَنْ ابْنِ بُرَيْدَةَ، عَنْ أَبِيهِ، قَالَ: قال رسول الله: «إِنَّ اللَّهَ أَمَرَنِي بِحُبِّ أَرْبَعَةٍ، وَأَخْبَرَنِي أَنَّهُ يُحِبُّهُمْ. قِيلَ: يَا رَسُولَ اللهِ سَمِّهِمْ لَنَا، قَالَ: عَلِيٌّ مِنْهُمْ، يَقُولُ ذَلِكَ ثَلاَثًا وَأَبُو ذَرٍّ، وَالمِقْدَادُ، وَسَلْمَانُ أَمَرَنِي بِحُبِّهِمْ، وَأَخْبَرَنِي أَنَّهُ يُحِبُّهُمْ». ويروي أبو الدرداء أن النبي كان يبتدئ أبا ذر إذا حضر، ويتفقده إذا غاب، كما أردفه النبي خلفه يومًا على حماره، وقد سمع عبدُ اللهِ بنُ عمرو بن العاص النبيَّ يقول: «ما أقلت الغبراء، ولا أظلت الخضراء من رجل أصدق لهجة من أبي ذر»، ويروي أبو هريرة عن النبي قوله: «من سرّهُ أن ينظر إلى تواضع عيسى بن مريم، فلينظر إلى أبي ذر». وقال عنه علي بن أبي طالب: «لم يبق أحد لا يبالي في الله لومة لائم، غير أبي ذر»، ثم ضرب بيده على صدره وقال: ولا نفسي.

### وفاته
توفي أبو ذر الغفاري في ذي الحجة سنة 31 هـ أو 32 هـ في الربذة، قال ابن الأثير: «وتوفي أَبُو ذر بالربذة سنة إحدى وثلاثين، أو اثنتين وثلاثين، وصلى عَلَيْهِ عبد الله بن مسعود، ثُمَّ مات بعده فِي ذَلِكَ العام».
وكان أبو ذر لما حضرته الوفاة، قد أوصى امرأته وغلامه، فقال: «إذا مت فاغسلاني وكفناني، وضعاني على الطريق، فأول ركب يمرون بكم فقولا: هذا أبو ذر». فلما مات فعلا به ذلك، فإذا بركب من أهل الكوفة فيهم عبد الله بن مسعود، فسأل: «ما هذا؟»، قيل جنازة أبي ذر، فبكى ابن مسعود، وتذكر قول النبي محمد: «يرحم الله أبا ذر، يمشي وحده، ويموت وحده، ويبعث وحده». فصلى عليه، وألحده بنفسه.
وجاء في إحدى الروايات أن أبا ذر لما حضرته الوفاة قال لابنته: «يَا بُنَيَّةُ فَانْظُرِي هَلْ تَرِينَ أَحَدًا!»، قالت: «لا»، وأمرها بذبح شاة، وطبخها، ففعلت، وقال لها: «إذا جاءك الذين يدفنون فَقُولِي لَهُمْ: إِنَّ أَبَا ذَرٍّ يُقْسِمُ عَلَيْكُمْ أَلا تَرْكَبُوا حَتَّى تَأْكُلُوا»، ولما نضجتْ قدرها قال لها: «انْظُرِي هَلْ تَرَيْنَ أَحَدًا؟»، فقالت له: «نَعَمْ، هَؤُلاءِ رَكْبٌ مُقْبِلُونَ». فقال لها أن تستقبل به الكعبة، ففعلت، وقال: «بِسْمِ اللَّهِ، وَبِاللَّهِ، وَعَلَى ملة رسول الله»، ثم خرجت ابنته فتلقتهم، وقالت: «رَحِمَكُمُ اللَّهُ! اشْهَدُوا أَبَا ذَرٍّ»، فسألوها عن مكانه، فأشارت لهم إليه وقد مات، فقالوا: «نَعَمْ وَنِعْمَةُ عَيْنٍ! لَقَدْ أَكْرَمَنَا اللَّهُ بِذَلِكَ»، وإذا بركب جاء من الكوفة، وفيه عبد الله بن مسعود، فجعل يبكي، ويقول: «صَدَقَ رسول الله ﷺ: يَمُوتُ وَحْدَهُ، وَيُبْعَثُ وَحْدَهُ»، فغسلوه وكفنوه ودفنوه، فلما أرادوا الرحيل، قالت لهم ابنة أبي ذر: «إِنَّ أَبَا ذَرٍّ يَقْرَأُ عَلَيْكُمُ السَّلامَ، وَأَقْسَمَ عَلَيْكُمْ أَلا تَرْكَبُوا حَتَّى تَأْكُلُوا»، فَفَعَلُوا.
وقد ترك من الذرية بنتًا واحدة ضمها عثمان بن عفان إلى عياله بعد وفاة أبي ذر، وكان لأبي ذر ابنٌ اسمه «ذر»، توفي في حياته.

## في السينما والتلفزيون
- 2008: مسلسل قمر بني هاشم، وقام بتجسيد دور «أبو ذر الغفاري» الممثل ألان زغبي.[63]

## طالع أيضًا
- أنيس بن جنادة الغفاري
- عبد الله بن مسعود
- آبي اللحم الغفاري

## وصلات خارجية
- نبذة مختصرة عن أبي ذر رضي الله عنه - موقع الإسلام سؤال وجواب
- بعض فضائل أبي ذر الغفاري رضي الله عنه - موقع الإسلام سؤال وجواب